# Hawker de Havilland
Hawker de Havilland Aerospace Pty. Ltd., bis 1965 de Havilland Aircraft Pty. Ltd., auch de Havilland Australia, ist ein Unternehmen der Luftfahrtindustrie, das ursprünglich von Geoffrey de Havilland gegründet wurde und heute zur Boeing-Tochter Boeing Australia Ltd. gehört.

## Geschichte

### de Havilland Australia
Im März 1927 gründete die de Havilland Aircraft Company das Tochterunternehmen de Havilland Australia (DHA) in Melbourne, ihre erste Niederlassung in Übersee. DHA baute die in Einzelteilen aus England gelieferten Flugzeuge zusammen, verkaufte sie, führte Reparaturen durch und bot Ersatzteile an. Im Jahr 1930 zog das Unternehmen an den Flugplatz Mascot in Sydney um.
Vor dem Zweiten Weltkrieg führte DHA keine eigene Flugzeugproduktion durch, obwohl bei anderen Herstellern in Australien Lizenzversionen der de Havilland-Flugzeuge gebaut wurden. In den späten 1930er Jahren wurde die Herstellung von Propellern aufgenommen, die teilweise in Australien verkauft, teils an die Konzernmutter geliefert wurden. Im Jahr 1939 wurden erstmals zwanzig DH.82 Tiger Moth für die Royal Australian Air Force (RAAF) gebaut. Während die Tragflächen vor Ort hergestellt wurden, mussten die Rümpfe importiert werden. Nach Kriegsausbruch wurde die Tiger Moth zum Standard-Schulflugzeug der RAAF erklärt. Daraufhin richtete DHA in Bankstown ein neues Zweigwerk ein. Bis Februar 1945 wurden über tausend Schulflugzeuge gebaut. Dazu kamen ab 1942 87 De Havilland DH.84 Dragon und ab 1943 212 DH.98 Mosquito für die australische Luftwaffe.

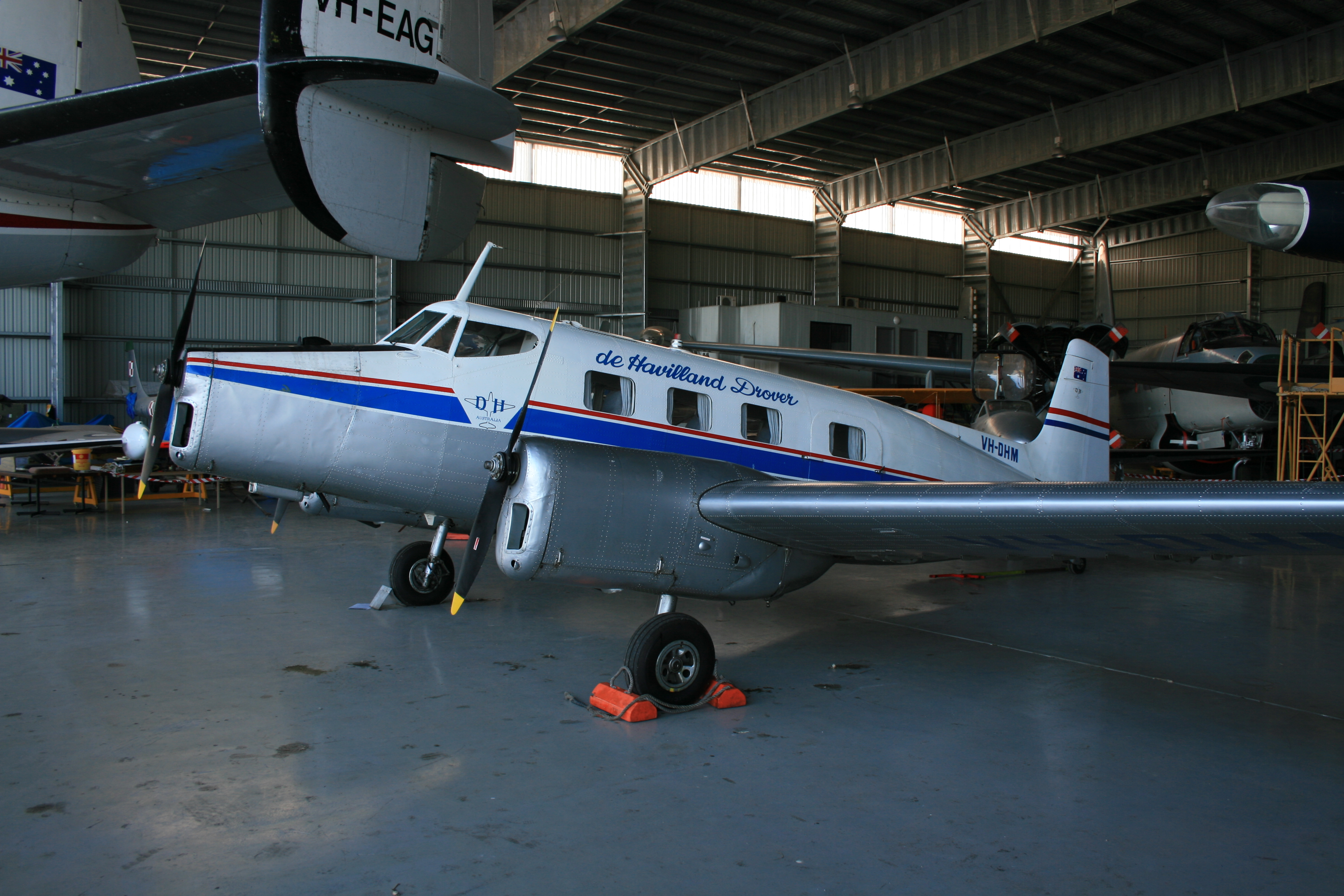
DHC-3 Drover

Der erste eigene Entwurf war der kleine Transportsegler DHA-G1, der im März 1942 von der Luftwaffe angefordert worden war. Das Flugzeug war ein Hochdecker und wies den gleichen Bug wie die Dragon auf. Der Jungfernflug des ersten der beiden Prototypen fand im Juni 1942 statt. Daraufhin bestellte die RAAF 1943 die etwas größere DHA-G2, die Platz für sieben Personen bot. Da die Gefahr einer japanischen Invasion zu diesem Zeitpunkt nicht mehr bestand, wurden nur sechs Exemplare fertiggestellt.
Die Produktion der Mosquito wurde bis 1948 fortgesetzt. Parallel dazu entstand der Entwurf der DHA-3 Drover, einem leichten Transportflugzeug, von dem bis 1953 zwanzig Exemplare fertiggestellt wurden. Im Jahr 1949 begann die Auslieferung von 190 in Lizenz gebauten DH.100 und DH.115 Vampire an die RAAF und setzte sich bis 1960 fort. Im Jahr 1959 übernahm DHA den Vertrieb von Beechcraft-Flugzeugen in Australien.

### Hawker de Havilland
Im Jahr 1960 wurde de Havilland Teil der Hawker-Siddeley-Gruppe. Im Jahr 1965 erfolgte die Umbenennung in Hawker de Havilland (HdH).
Mit dem Auslaufen des Vampire-Programms endete vorläufig die Herstellung kompletter Flugzeuge. Zu den neuen Aufgaben gehörten Umbau-, Reparatur- und Wartungsaufträge, unter anderem für im Vietnamkrieg beschädigte DHC-4 Caribou der RAAF. Daneben entstanden Entwürfe für unterschiedliche Militärflugzeuge, die aber nicht realisiert wurden. Immerhin erhielt HdH den Auftrag, Teile für die in Lizenz gebaute Aermacchi MB 326 herzustellen.
Im Jahr 1970 begann die Zusammenarbeit mit den Herstellern großer Verkehrsflugzeuge. Zu den Abnehmern von Flugzeugkomponenten zählten Boeing, Airbus und McDonnell Douglas. Im Jahr 1976 modernisierte HdH sechzehn gebrauchte Grumman S-2G Tracker der US Navy, die an die Royal Australian Navy verkauft worden waren. Im Jahr 1980 wurden die Aktivitäten der allgemeinen Luftfahrt in der neuen Gesellschaft Hawker Pacific zusammengefasst. Im folgenden Jahr entstand das Australian Aircraft-Konsortium aus HdH, Commonwealth Aircraft Corporation (CAC) und Government Aircraft Factories (GAF), das die A10/A20 Wamira entwickeln und produzieren sollte. Nach mehreren Rückschlägen wurde das Projekt 1985 abgebrochen. Nur der Prototyp wurde im Werk Bankstown vollendet.
Noch vor dem Projektende übernahm HdH 1985 die CAC und führte sie als Hawker de Havilland Victoria (HdHV) weiter. Beide Unternehmen produzierten zu diesem Zeitpunkt Teile für die F/A-18 Hornet, die bei GAF in Lizenz gebaut wurde. Von 1987 bis 1992 übernahm HdH die Endmontage von 67 Pilatus PC-9-Lizenzbauten. Zwischen 1988 und 1991 entstanden 38 Sikorsky Blackhawk. Im Jahr 1994 wurde die Wartung der Caribou-Flugzeuge an ein neues Werk am Flughafen Brisbane abgegeben.
Nachdem das Unternehmen 1992 von der Börse genommen und die Tochter Hawker Pacific bereits 1998 verkauft worden war, kam HdH im Jahr 2000 in den Besitz von Boeing. Durch Zusammenlegung mit der ehemaligen GAF, nun ASTA, entstand Hawker de Havilland Aerospace als Teil von Boeing Australia. Die aktuelle Produktion beruht großenteils auf der Verarbeitung von Verbundwerkstoffen. Hergestellt werden Flugzeugteile und -komponenten für die Modelle Airbus A320, Airbus A330, Airbus A340, Airbus A380, Bombardier Challenger 300, Boeing 737, Boeing 747 und Boeing 777 sowie für einige Militärflugzeuge.

## Produkte

### Eigene Entwürfe
- DHA-G1
- DHA-G2
- DHA-3 Drover
- P-17
- F-2
- A10/A20 Wamira

### de Havilland-Lizenzbauten
- DH.82 Tiger Moth
- DH.84 Dragon
- D.H.98 Mosquito
- D.H.100 Vampire
- DH.115 Vampire

### Sonstige Lizenzbauten
- Pilatus PC-9
- Sikorsky Blackhawk